# Sissy Höfferer
Sissy Höfferer (* 23. April 1955 in Klagenfurt) ist eine österreichische Schauspielerin.

## Leben
Nach der Matura absolvierte sie das Max-Reinhardt-Seminar in Wien. Erste Erfolge feierte Höfferer am Münchner Residenztheater, wo sie 1976 bis 1980 engagiert war. Dort spielte sie beispielsweise unter Ingmar Bergman, Heinz Baumann und Jürgen Flimm.
1979 gründete sie mit András Fricsay und ihrem damaligen Ehemann Jacques Breuer die freie Münchner Theatergruppe „Zauberflöte“, der sie bis 1984 angehörte. Danach gab sie Gastspiele an verschiedenen Münchner Bühnen.
Höfferer tritt häufig in deutschsprachigen Film- und Fernsehproduktionen auf.
Im Fernsehen war sie unter anderem in dem 1979 entstandenen Mehrteiler Mathias Sandorf, in Tom Toelles Via Mala (1985) und Sigi Rothemunds Ökothriller Nach uns die Sintflut sowie in dem 1986 gedrehten Politthriller „Cortuga“ unter der Regie von Edwin Marian zu sehen.
Außerdem übernahm Höfferer diverse Gastrollen in Serien wie Die Männer vom K3, Derrick, Der Alte oder Wolffs Revier. Von 1999 bis 2004 war sie in der Krimireihe Die Verbrechen des Professor Capellari an der Seite von Friedrich von Thun zu sehen.
Ab 2008 war Sissy Höfferer als Karin Reuter in der ZDF-Krimi-Serie „SOKO Köln“ zu sehen, in der sie eine durchgehende Rolle als Leiterin der Mordkommission einnahm. Bis 2015 wirkte sie in insgesamt 170 Episoden mit. Während der 12. Staffel der Fernsehserie verließ Höfferer die SOKO Köln.
2022 war sie in der österreichischen Fernsehserie Tage, die es nicht gab an der Seite von Franziska Weisz, Diana Amft, Jasmin Gerat und Franziska Hackl zu sehen. Die ARD zeigte die Serie ab den 14. Februar 2023 im Ersten und veröffentlichte sie am 12. Februar 2023 in der ARD Mediathek.
Die Ehe mit Jacques Breuer wurde 1990 nach elf Jahren geschieden.
Sie hat mit Michael von Au eine gemeinsame Tochter, Lucie.

## Filmografie
- 1977: Tatort: Das Mädchen am Klavier (Fernsehreihe)
- 1979–1981: Mathias Sandorf (Fernsehserie, 4 Folgen)
- 1980: Kolportage
- 1980–1998: Der Alte (Fernsehserie, verschiedene Rollen, 10 Folgen)
- 1981–1994: Derrick (Fernsehserie, verschiedene Rollen, 10 Folgen)
- 1985: Via Mala (Fernsehdreiteiler)
- 1985: Cortuga
- 1987: Der zweite Sieg (The Second Victory, Kino)
- 1987: Das Haus im Nebel
- 1988: Ein Sommer mit Vergangenheit (Diventerò padre, Fernsehzweiteiler)
- 1989: Das Milliardenspiel (Fernsehzweiteiler)
- 1989: Die Männer vom K3 – (Fernsehserie, Folge Der Mann im Dunkeln)
- 1989: Eine unheimliche Karriere
- 1989: Das Ende eines langen Winters
- 1991: Großstadtrevier (Fernsehserie, Folge Prinz von Theben)
- 1992–1993: Salzburger Nockerln (Fernsehserie, 12 Folgen)
- 1992–1994: Freunde fürs Leben (TV-Serie) (Fernsehserie, 14 Folgen)
- 1994: Die Männer vom K3 - (Fernsehserie, Folge Ende eines Schürzenjägers)
- 1995: Der Mörder und sein Kind
- 1995: Anna – Im Banne des Bösen
- 1995: Frankie (Fernsehserie, 5 Folgen)
- 1995: Tatort: Bienzle und der Mord im Park
- 1996: Kommissar Rex (Fernsehserie, Folge Tödliche Dosis)
- 1996: Nach uns die Sintflut
- 1996: Rosamunde Pilcher: Das Haus an der Küste (Fernsehreihe)
- 1997: Zwei Brüder: Nervenkrieg (Fernsehreihe)
- 1997: Der Wald
- 1997: Rochade (Kurzfilm)
- 1998: Hallo, Onkel Doc! (Fernsehserie, Folge Giftskandal)
- 1999–2003: Julia – Eine ungewöhnliche Frau (Fernsehserie)
- 1999–2004: Die Verbrechen des Professor Capellari (Fernsehreihe)
- 2000: Tatort: Viktualienmarkt
- 2000: Der Bulle von Tölz: Treibjagd (Fernsehreihe)
- 2000: Der Bulle von Tölz: Schöne, heile Welt
- 2000: Krieger und Liebhaber
- 2000: Altweibersommer
- 2001: Thema Nr. 1 (Kino)
- 2002: Regentage
- 2003: Polizeiruf 110: Kopf in der Schlinge (Fernsehreihe)
- 2004: Napola – Elite für den Führer (Kino)
- 2005: Liebe Amelie
- 2005: Die Rosenheim-Cops (Fernsehserie, Folge Die Spur des heiligen Antonius)
- 2005: Der Ermittler (Fernsehserie, Folge Eiskalter Mord)
- 2005: Der Elefant – Mord verjährt nie (Fernsehserie, Folge Verlorene Jahre)
- 2006: Kommissarin Lucas – Skizze einer Toten (Fernsehreihe)
- 2007: Um Himmels Willen (Fernsehserie, 4 Folgen)
- 2007: Noch einmal zwanzig sein
- 2008: Todsünde
- 2008: Unter Verdacht: Die falsche Frau (Fernsehreihe)
- 2008–2016: SOKO Köln (Fernsehserie, 177 Folgen)
- 2009: Hinter blinden Fenstern
- 2010: Meine Tochter nicht
- 2013: SOKO – Der Prozess (Fernsehfünfteiler)
- 2016: Ein Geheimnis im Dorf – Schwester und Bruder
- 2017: Treibjagd im Dorf
- 2017: Die Toten vom Bodensee – Die Braut (Fernsehreihe)
- 2018: WaPo Bodensee (Fernsehserie, Folge Alte Liebe)
- 2021: Die Chefin (Fernsehserie, Folge Deadline)
- 2022: Tage, die es nicht gab (Fernsehserie)

## Hörspiele
- 2005: Caroline Gawn: Betrug – Regie: Angeli Backhausen (WDR)

## Auszeichnungen
- 1986: Deutscher Darstellerpreis (Chaplin-Schuh)